# Canadese literatuur
Canadese literatuur verwijst naar proza, poëzie en drama in het Engels en het Frans uit Canada. Wat volgens deze definitie niet tot de Canadese literatuur wordt gerekend, is de traditionele orale literatuur van inheemse Amerikanen, de Eskimo's (Inuit, Yupik) en andere First Nations.  

## Bekende schrijvers
Succesvolle 20e-eeuwse Canadese schrijvers zijn:
- Margaret Atwood
- Dany Laferrière
- Alice Munro (Booker Prize in 2009 en de Nobelprijs voor Literatuur in 2013)
- Michael Ondaatje (auteur van The English Patient en winnaar van de Governor General's Award voor poëzie in 1970)
- Gabrielle Roy
- Carol Shields
- Jane Urquhart

## Engelstalige auteurs (chronologisch)
- Frances Brooke (1724-1789)

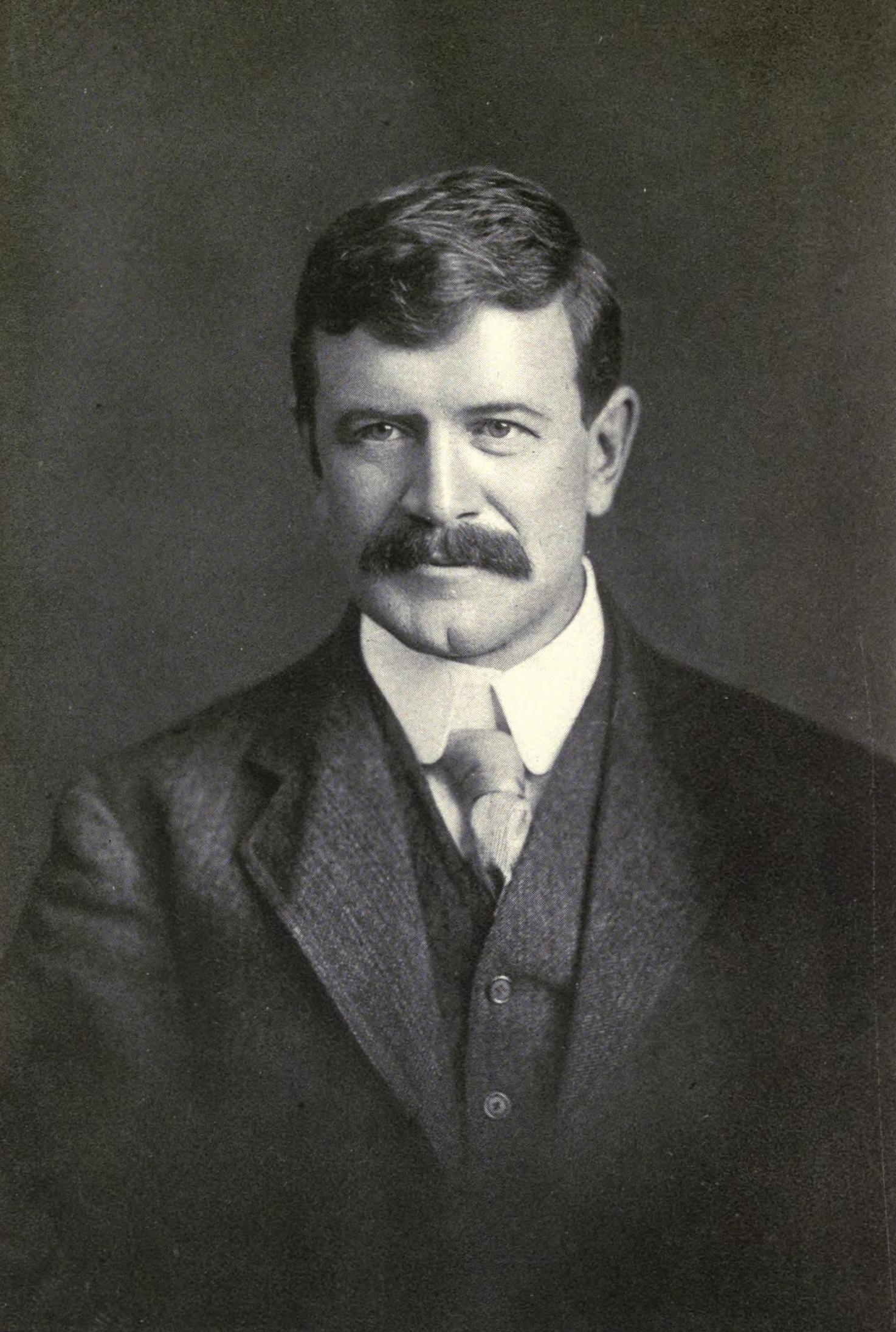
Stephen Leacock

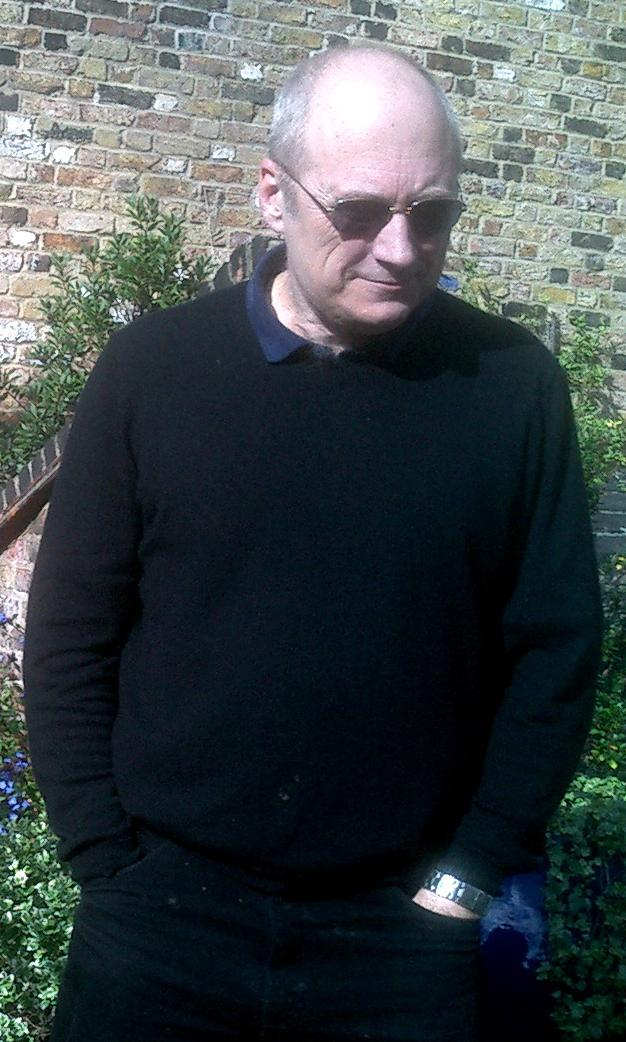
John Clute

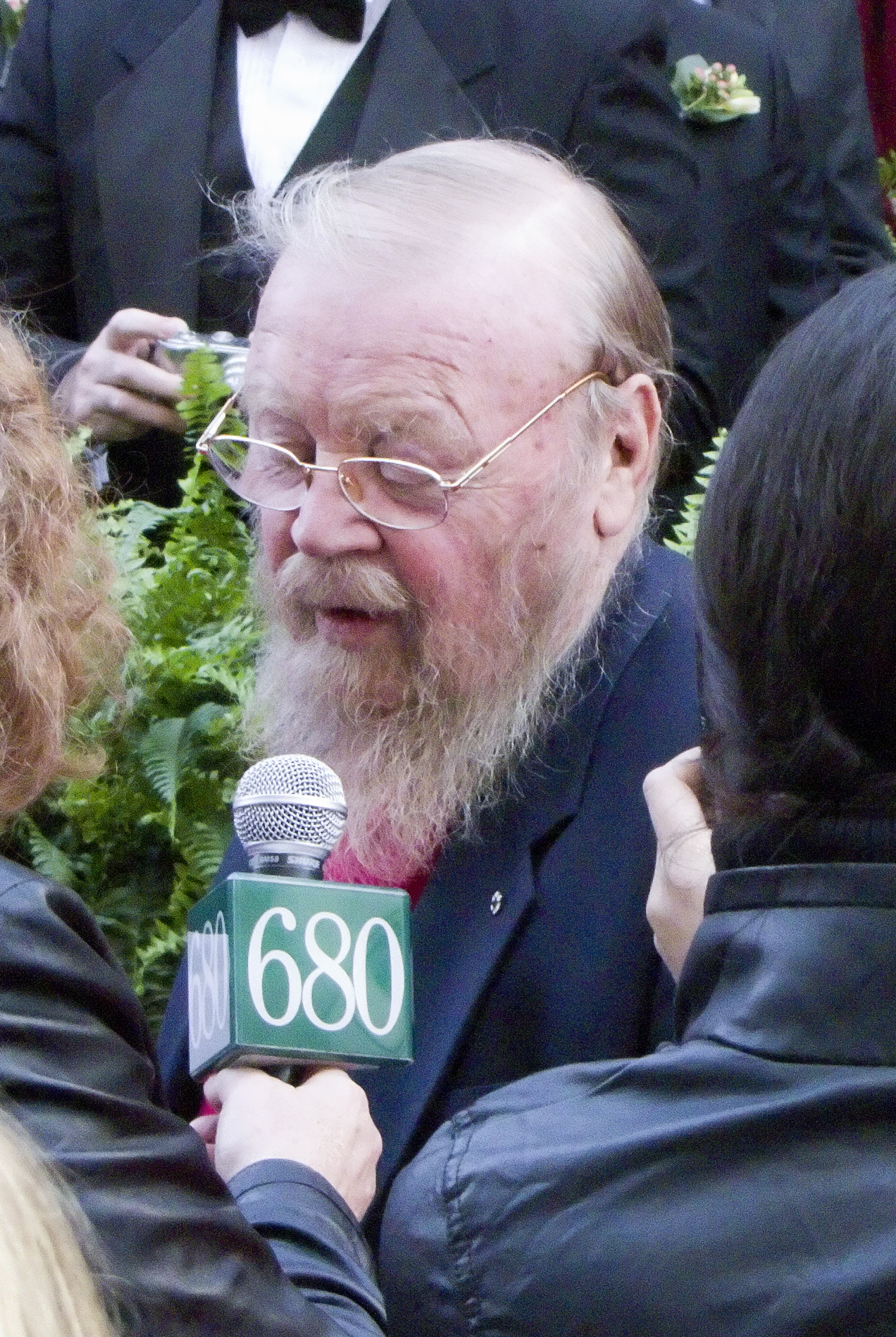
Farley Mowat in 2010

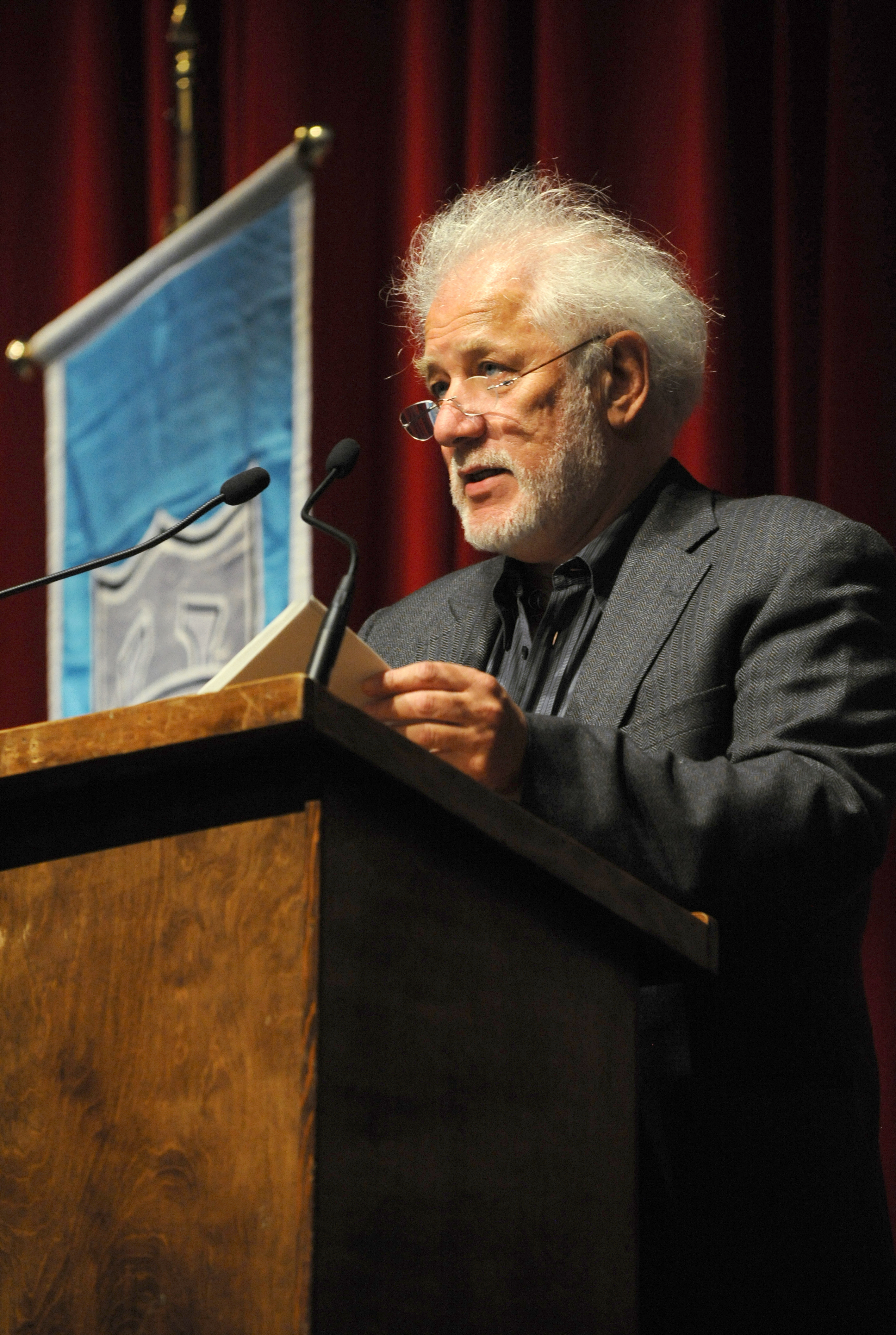
Michael Ondaatje

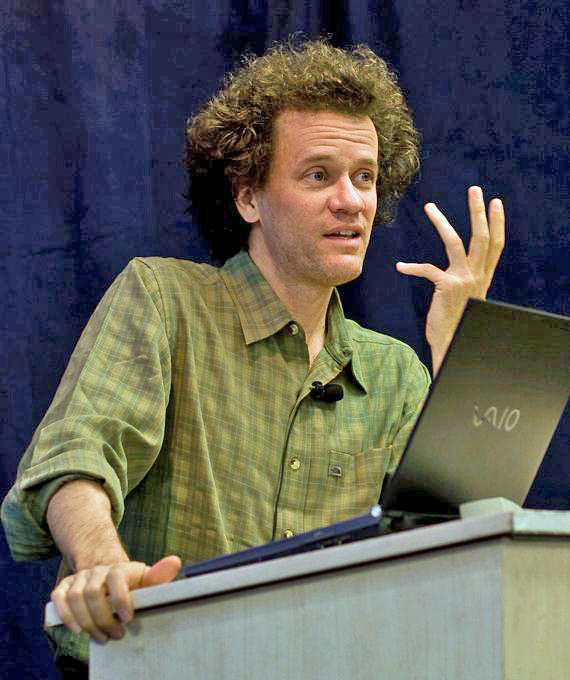
Yann Martel

- Thomas Chandler Haliburton (1796-1865)
- Susanna Moodie (1803-1885)
- Catherine Parr Traill (1802-1899)
- Simon Pokagon (1830?-1899)
- Agnes Maule Machar (1837-1927)
- May Agnes Early Fleming (1840-1880)
- Edward William Thompson (1849-1924)
- Lily Dougall (1858–1923)
- Pauline Johnson (1861-1913)
- Sarah Jeanette Duncan (1861-1922)
- Margaret Marshall Saunders (1861–1947)
- Joanna Ellen Wood (1867-1927)
- Tom MacInnes (1867–1951)
- Stephen Leacock (1869-1944)
- Emily Carr (1871-1945)
- Frederick Philip Grove (1871-1948)
- Lucy Maud Montgomery (1874-1942)
- Robert W. Service (1874–1958)
- Onoto Watanna (1875-1954)
- Robert J. C. Stead (1880-1959)
- Humphrey Cobb (1899-1944)
- Francis Reginald Scott (1899-1985)
- Martha Ostenso (1900-1963)
- Hugh MacLennan (1907-1990)
- Malcolm Lowry (1909-1957)
- Marshall McLuhan (1911-1980)
- George Woodcock (1912-1995)
- Irving Layton (1912-2006)
- Northrop Frye (1912-1991)
- A. E. Van Vogt (1912-2000)
- Elizabeth Smart (1913–1986)
- Robertson Davies (1913-1995)
- Farley Mowat (1921–2014)
- Mavis Gallant (1922-2014)
- Hugh Kenner (1923-2003)
- Samuel Selvon, (1923–1994)
- Margaret Laurence (1926-1987)
- Mordecai Richler (1931-2001)
- Alice Munro (1931-)
- Jane Vance Rule (1931-)
- Leon Rooke (1934-)
- Leonard Cohen (1934-2016)
- Carol Shields (1935–2003)
- Alistair MacLeod (1936–2014)
- Barry Callaghan (1937-)
- Margaret Atwood (1939-)
- John Clute (1940-)
- Jane Urquhart, (1943-)
- Michael Ondaatje (1943-)
- Pauline Gedge (1945-)
- Trevor Ferguson (1947-)
- Alberto Manguel (1948-)
- Anne Carson (1950-)
- David Homel (1952-)
- Rohinton Mistry (1952-)
- Neil Bissoondath (1955-)
- Lawrence Hill (1957-)
- Louise Penny (1958-)
- Yann Martel (1963-)
- Sheila Heti (1976-)

## Franstalige auteurs (chronologisch)

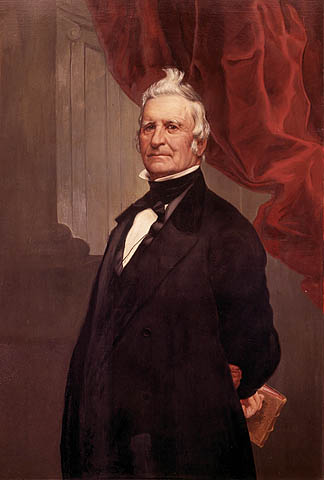
Louis-Joseph Papineau, olieverfschilderij door Alfred Boisseau

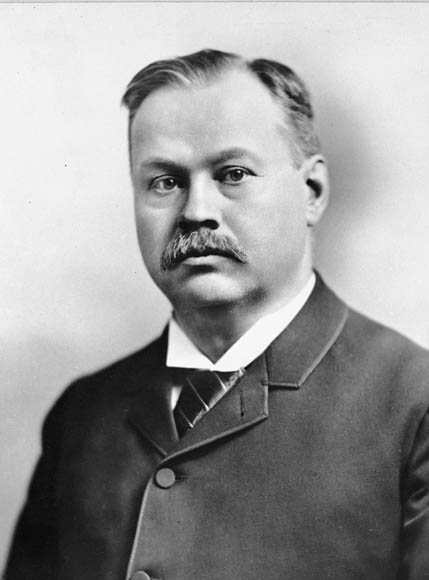
Louis-Honoré Fréchette

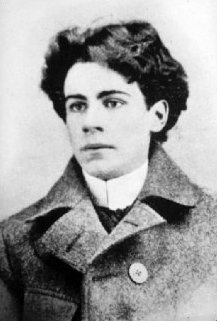
Émile Nelligan.

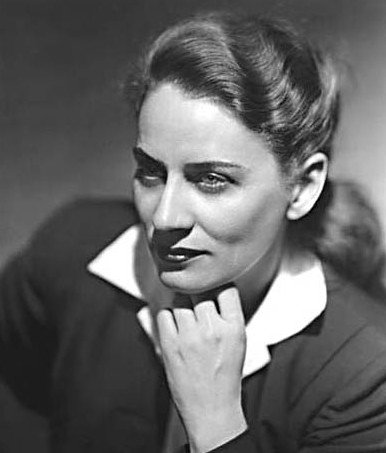
Gabrielle Roy

- Pierre Boucher de Boucherville (1622-1717)
- Pierre François Xavier de Charlevoix (1682-1761)
- Michel Bibaud (1782-1857)
- Louis-Joseph Papineau (1786-1871)
- Philippe Aubert de Gaspé (1786-1871)
- François-Xavier Garneau (1809-1866)
- François Réal Angers (1812-1860)
- Philippe Aubert de Gaspé (1814-1841)
- William Kirby (1817-1906)
- Louis-Antoine Dessaulles (1818-1895)
- Amédée Papineau (1819-1903)
- Joseph Doutre (1825-1886)
- Pierre-Joseph-Olivier Chauveau (1820–1890)
- Antoine Gérin-Lajoie (1824-1882)
- Henri-Émile Chevalier (1828-1879)
- Pamphile Le May (1837-1918)
- Louis-Honoré Fréchette (1839-1908)
- Arthur Buies (1840-1901)
- Laure Conan (1845-1924)
- Honoré Beaugrand (1848-1906)
- William Chapman (1850-1917)
- Jules-Paul Tardivel (1851-1905)
- Edith Maude Eaton (1865-1914)
- Winnifred Eaton (1875-1954)
- Lionel Groulx (1878-1967)
- Émile Nelligan (1879-1941)
- Louis Hémon (1880-1913)
- Jean-Charles Harvey (1891-1967)
- Germaine Guèvremont (1893-1968)
- Félix-Antoine Savard (1896-1982)
- Victor Barbeau (1896–1994)
- Paul-Émile Borduas (1905-1960)
- Abraham Moses Klein (1909-1972)
- Gabrielle Roy (1909-1983)
- Hector de Saint-Denys Garneau (1912-1943)
- Irving Layton (1912-2006)
- Yves Thériault (1915-1983)
- Anne Hébert (1916–2000)
- Roger Lemelin (1919-1992)
- Jacques Ferron (1921-1985)
- Fernand Dumont (1927-1997)
- Heward Grafftey (1928-2010)
- Gaston Miron (1928-1996)
- Hubert Aquin (1929-1977)
- Antonine Maillet (1929-)
- Mordecai Richler (1931-2001)
- Jacques Brault (1933-)
- Jacques Godbout (1933-)
- Roch Carrier (1937-)
- Pierre Vallières (1938-1998)
- Marie-Claire Blais (1939-)
- Michel Garneau (1939-)
- Réjean Ducharme (1941-)
- Denise Bombardier (1941-)
- Yves Beauchemin (1941-)
- David Solway (1941-)
- Nick Auf der Maur (1942-1998)
- Michel Tremblay (1942-)
- Victor-Lévy Beaulieu (1945-)
- Susan Glickman (1953-)
- Dany Laferrière (1953-)
- Esther Delisle (1954-)
- Marie Uguay (1955-1981)
- Louis Émond (1969-)
- Roland Michel Tremblay (1972-)
- Nicolas Dickner (1972-)

### Secundaire bronnen
- Faye Hammill, Canadian Literature, Edinburgh University Press (2007)
- Richard J. Lane, The Routledge Concise History of Canadian Literature, Routledge (2011)
- Jonathan Weiss en Jane Moss, French-Canadian Literature, Associaton for Canadian Studies in the United States (1996)
- Rosemary Chapman, What Is Québécois Literature? Reflections on Literary History of Francophone Writing in Canada, Liverpool University Press (2013)

### Tertiaire bronnen
- Encyclopædia Britannica 15th edition: Canadian literature

### Online bronnen
- The Canadian Encyclopedia: Literature in English
- Studies in Canadian Literature / Études en littérature canadienne
- Dictionary of Canadian Biography